# Helong Shuiku
Helong Shuiku (kinesiska: 合隆水库) är en reservoar i Kina. Den ligger i provinsen Liaoning, i den nordöstra delen av landet, omkring 210 kilometer söder om provinshuvudstaden Shenyang. Helong Shuiku ligger 5 meter över havet. Arean är 3,7 kvadratkilometer. Trakten runt Helong Shuiku består till största delen av jordbruksmark. Den sträcker sig 2,1 kilometer i nord-sydlig riktning, och 3,1 kilometer i öst-västlig riktning.
Genomsnittlig årsnederbörd är 1 590 millimeter. Den regnigaste månaden är juli, med i genomsnitt 644 mm nederbörd, och den torraste är januari, med 9 mm nederbörd.